# Place de Mai
La place de Mai (en espagnol : Plaza de Mayo) est le site central (Plaza Mayor) de la ville de Buenos Aires, capitale de l’Argentine. Elle est née historiquement de l’union de deux places toutes proches ; la Plaza de la Victoria (place de la Victoire) et la Plaza del Fuerte (place du Fort), après la démolition en 1884 d’une construction qui les séparait. Elle est connue par le mouvement des Mères de la place de Mai et des Grands-mères de la place de Mai, qui a pour but de retrouver et de rendre à leurs familles légitimes tous les enfants et bébés volés lors de la dictature militaire`de 1976-1983.

## Description générale
On y trouve le dénommé microcentro porteño, entouré par les avenues Hipólito Yrigoyen au sud, Rivadavia au nord, et les rues Balcarce à l’est, et Bolívar à l’ouest, au sein du quartier de Montserrat. Du côté ouest de la place de Mai, débouchent et se terminent trois importantes avenues : Presidente Julio Argentino Roca (ou Diagonal Sur), Presidente Roque Sáenz Peña (ou Diagonal Norte) et Avenida de Mayo. Dans ses environs se trouvent les principaux monuments et centres d’intérêt et de décision de la ville : le Cabildo historique (ancienne municipalité), la Casa Rosada (où réside le pouvoir exécutif de la nation, c’est-à-dire le Président de la République), la cathédrale métropolitaine, l’édifice du Gouvernement de la ville de Buenos Aires et le siège central de la Banque de la Nation argentine (Banque nationale du pays).
La place est allongée d’ouest en est et a été formée par la fusion de deux carrés (appelés manzanas) du damier qui constitue le plan de la ville de Buenos Aires (avec une série de rues et avenues parallèles de direction ouest-est croisant une autre série de direction nord-sud). Comme chaque carré ou manzana du damier a une surface de plus ou moins un hectare, la place a donc approximativement deux hectares de superficie, avec une longueur est-ouest de 200 mètres et une largeur nord-sud de 100 mètres.

## Métro
Au-dessous de sa surface, la place héberge différentes stations de métro (appelé subte ou métro) : station "Plaza de Mayo" (Ligne ), station "Catedral" (Ligne ) et station "Bolívar" (Ligne ) qui, avec de nombreuses lignes de transport collectif, offrent une communication facile vers tous les coins de la grande cité.

## Disposition actuelle
Sur la place on trouve plusieurs monuments :
- La statue équestre du général Manuel Belgrano créateur du drapeau de l'Argentine, par Carrier-Belleuse;
- La Pyramide de Mai commémorant la révolution du 25 mai 1810;
- Une fontaine avec une réplique du Penseur de Rodin;
- ainsi que des inscriptions rappelant les assassinats commis par la dictature militaire et des représentations du châle blanc des mères de la place de Mai, peintes sur le sol.

Parmi les plus importants édifices situés autour de la place :
- La Cathédrale métropolitaine : Elle se trouve au coin de l'Avenida Rivadavia et de la Calle San Martín (rue San Martín), sur le terrain où en 1593 Juan de Garay installa l'Iglesia Mayor (Grande église). Depuis lors, elle a subi plusieurs modifications, dont la dernière importante date du début des années 1860. C'est l'un des édifices les plus impressionnants avec sa grande façade qui fut réalisée entre 1860 et 1863 par le Français Joseph Dubourdieu. Elle présente douze colonnes qui symbolisent les douze apôtres ainsi qu'un bas-relief représentant la rencontre de Jacob avec son fils Joseph en Égypte. Bien que sa façade soit de style néoclassique, l'intérieur a l'aspect d'une église coloniale espagnole. Dans un impressionnant mausolée de marbre, la cathédrale héberge la sépulture du général José de San Martín, libérateur de l'Argentine, du Chili et du Pérou.

- Le Cabildo (ancienne municipalité) : se trouve sur la rue Bolivar, donc du côté ouest de la place. Il est le siège du Musée Historique National du Cabildo. Il fut reconstruit avec l'aspect du vieux Cabildo colonial, mais avec seulement cinq des onze arches d'origine.
- Le Palacio de Gobierno de la Ciudad de Buenos Aires (Palais du Gouvernement de la Ville de Buenos Aires) : situé au no 1 de la rue Bolivar. C'est une construction datant de 1891 à 1902.
- L'Ancien Congrès national : situé rue Balcarce 139. Là, le Congreso Nacional ou Congrès national tenait ses sessions entre 1864 et 1905. On n'a conservé que la salle des sessions et l'entrée de l'édifice. Actuellement s'y trouve l'Académie Nationale d'Histoire.
- La Banque de la Nation argentine : se trouve Avenida Rivadavia 205. Entre 1857 et 1888 fonctionna à cet endroit le premier Teatro Colón. L'imposant édifice actuel fut construit entre 1940 et 1955.
- Enfin la Casa Rosada : rue Balcarce 50. C'est le siège de la Présidence de la Nation. Elle fut progressivement construite à l'emplacement où se trouvait le fort Juan Baltasar d'Autriche.

Panorama de la place de Mai, avec la Pyramide de Mai au centre.

|           | Côté est   |         |         |                     |
| Côté nord |            |         |         | Côté sud            |
|           |            |         |         |                     |
|           | PLAZA      | PLAZA   | PLAZA   | Académie d'Histoire |
|           | de MAYO    | de MAYO | de MAYO | Zone des banques    |
|           |            |         |         |                     |
|           | Côté ouest |         |         |                     |